# Phoreiobothrium tiburonis
Phoreiobothrium tiburonis är en plattmaskart som beskrevs av Cheung, Nigrelli, Ruggieri. Phoreiobothrium tiburonis ingår i släktet Phoreiobothrium och familjen Oncobothriidae. Inga underarter finns listade i Catalogue of Life.